# Gisa Klönne

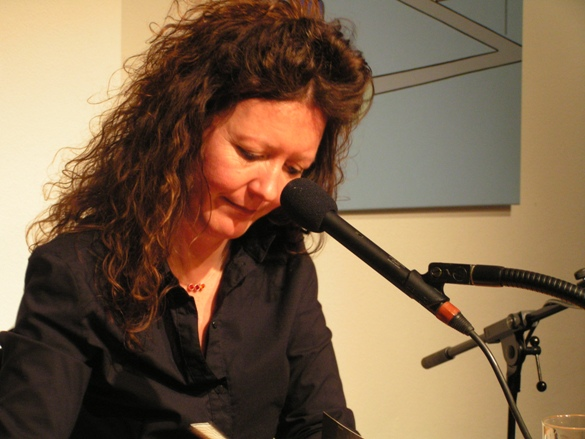
Gisa Klönne während einer Lesung am 10. März 2008 in München

Gisa Klönne (* 1964 in Stuttgart) ist eine deutsche Schriftstellerin und ehemalige Journalistin.

## Leben
Nach dem Abitur studierte sie Germanistik und Politikwissenschaft in Darmstadt und in Guildford (Großbritannien), sowie Anglistik, Germanistik und Theater-, Film und Fernsehwissenschaften in Köln.
Klönne arbeitete in der Emma-Redaktion und war Chefredakteurin bei der Umweltzeitschrift BUNDmagazin. Im Jahr 2001 gewann sie mit der Erzählung Stehblues Revisited den Short-Story-Wettbewerb der Zeitschrift Journal für die Frau. Es folgten zahlreiche Kurzgeschichten. Im Jahr 2005 erschien im Ullstein Verlag ihr erster Kriminalroman Der Wald ist Schweigen, dem 2006 der Krimi Unter dem Eis folgte. 2009 erhielt sie für Nacht ohne Schatten den Friedrich-Glauser-Preis und 2011 wurde sie für ihren Roman Farben der Schuld mit der Herzogenrather Handschelle ausgezeichnet.
Neben ihrer Tätigkeit als Krimischriftstellerin arbeitete Gisa Klönne als freie Journalistin für Zeitschriften, Tageszeitungen und lehrte als Dozentin in der Aus- und Weiterbildung von Journalisten. Des Weiteren gibt sie Kurse im literarischen Schreiben und fördert als Mentorin Nachwuchstalente. Gisa Klönne ist Mitglied in der Autorengruppe Das Syndikat und war Jury-Vorsitzende des Krimipreises Crime Cologne Award.
Gisa Klönne ist verheiratet und lebt in Köln.

## Werke

### Romane von Gisa Klönne
- Der Wald ist Schweigen: Judith Kriegers erster Fall, Kriminalroman. Pendo/Piper, München/Berlin 2005, ISBN 978-3-8289-8825-5.
- Unter dem Eis: Judith Kriegers zweiter Fall, Kriminalroman. Pendo, München/Berlin 2006, ISBN 978-3-8289-9117-0.
- Nacht ohne Schatten: Judith Kriegers dritter Fall, Kriminalroman. Pendo, München/Berlin 2008, ISBN 978-3-550-08716-5.
- Farben der Schuld: Judith Kriegers vierter Fall, Kriminalroman. Pendo, München/Berlin 2009, ISBN 978-3-550-08776-9.
- Nichts als Erlösung: Judith Kriegers fünfter Fall, Kriminalroman. Pendo, München/Berlin 2011, ISBN 978-3-550-08777-6.
- Das Lied der Stare nach dem Frost, Familienroman. Pendo, München/Berlin 2013, ISBN 978-3-86612-324-3.
- Die Wahrscheinlichkeit des Glücks, Roman. Pendo, München/Berlin 2014, ISBN 978-3-86612-374-8.
- Die Toten, die dich suchen, Kriminalroman. Pendo, München/Berlin 2016, ISBN 978-3-86612-400-4.
- Für diesen Sommer, Roman. Kindler, Hamburg 2022, ISBN 978-3-463-00028-2.

### Kurzgeschichten
- Stehblues Revisited. Kurzgeschichte in: Herzflattern. Kurzgeschichten um Liebe, Lust und Leid, Allitera Verlag, München 2002, ISBN 978-3-8311-2918-8.
- Der grüne Engel. Kurzgeschichte in: Tödliche Touren, Leporello, Krefeld 2003, ISBN 978-3-936783-06-3.
- Im Dienst der Natur. Kurzgeschichte in: Mörderische Mitarbeiter, Fischer Scherz, Frankfurt am Main 2003, ISBN 978-3-502-51963-8.
- Leise rieselt der Schnee. (als Herausgeberin), Ullstein, Berlin 2005, ISBN 978-3-548-25787-7.
- Rosenmontag mit Herbert. Kurzgeschichte in: Mords-Feste. Kalender-Krimis vom Niederrhein, Leporello, Krefeld 2005, ISBN 978-3-936783-10-0.
- Kurzgeschichte in: Killing you softly. KVB Verlag, Hildesheim 2017, ISBN 978-3-95441-354-6.